# 엄마의 휴가
"엄마의 휴가"(Mom's Holiday)는 한국에서 제작된 김광복 감독의 2009년 영화이다. 김예령 등이 주연으로 출연하였고 강관호 등이 제작에 참여하였다.

## 출연

### 주연
- 김예령
- 기주봉
- 윤희진
- 송하림
- 주영호
- 김지원
- 임지현

## 기타
- 조명: 차상균
- 조연출: 서문철수
- 붐어시스턴트: 김영문
- 믹싱: 김봉수
- 미술: 김수아
- CG: 정창익
- 안무: 한창호
- 안무: 김은정
- 콘티: 안은후